# Hilarianus anguliceps
Hilarianus anguliceps är en skalbaggsart som beskrevs av Blanchard 1851. Hilarianus anguliceps ingår i släktet Hilarianus och familjen Melolonthidae. Inga underarter finns listade i Catalogue of Life.